# Batis mixta
Batis mixta е вид птица от семейство Platysteiridae.

## Разпространение
Видът е разпространен в Кения, Мозамбик и Танзания.